# آنا ماريا غروت
آنا ماريا غروت (بالإسبانية: Ana María Groot) هي عالمة الإنسان ومؤرخة كولومبية، ولدت في 29 أغسطس 1952 في بوغوتا في كولومبيا.